# The Honeymooners (serial telewizyjny)
The Honeymooners – amerykański telewizyjny sitcom, produkowany przez Jackie Gleason Enterprises dla telewizji CBS w latach 1955–1956. Oparty był na postaciach stworzonych i rozwiniętych przez Jackie Gleasona w 1951 r. i spopularyzowanych pierwotnie w serii skeczy, wykonywanych w cieszących się ogromnym powodzeniem programach telewizyjnych Cavalcade of Stars i The Jackie Gleason Show. W głównej roli obsadził się sam Jackie Gleason.
Akcja jest osadzona przy ulicy Chauncey 328 w Bushwick na Brooklynie, w mieszkaniu ubogiego małżeństwa walczącej klasy pracującej: Ralpha i Alice Kramden. Para ciągle walczy ze sobą, ale ostatecznie okazuje sobie miłość. Nad Kramdenami mieszkają sąsiedzi: Ed i Trixie Norton.
W przeciwieństwie do innych popularnych seriali komediowych tamtej ery, których akcja rozgrywała się w komfortowych wnętrzach klasy średniej, mieszkanie bohaterów The Honeymooners było skromne, z akcją rozgrywającą się głównie w kuchni.
Wszystkie 39 odcinków zostało nagranych na żywo przed publicznością liczącą 1000 widzów w Adelphi Theater, w Nowym Jorku.
The Honeymooners zadebiutowało jako półgodzinny serial 1 października 1955 r. o godzinie 20:30, w najlepszym czasie antenowym. Pomimo początkowego ogromnego sukcesu i drugiego miejsca na liście najpopularniejszych show w USA, ostatecznie wylądował na dziewiętnastym miejscu i produkcja zakończyła się po nakręceniu 39 odcinków, obecnie nazywanych "Klasyczne 39". Ostatni odcinek został nadany 22 września 1956 r. Obecnie serial jest uważany za jedno z najważniejszych dzieł amerykańskiej, telewizyjnej komedii. Zainspirował telewizyjne seriale komediowe Flintstonowie i The King of Queens (Diabli nadali).
W 2005 r. powstał film pełnometrażowy The Honeymooners (w Polsce znany pod tytułem: Bardzo długa podróż poślubna).

## Główni bohaterowie
- Ralph Kramden (Jackie Gleason) – jest kierowcą autobusu w fikcyjnej firmie Gotham Bus Company. W serialu nigdy nie był pokazany prowadzący autobus, za to często akcja rozgrywa się w bazie autobusowej. Jest sfrustrowany swym brakiem szczęścia i często wymyśla sposoby jak wspólnie z żoną szybko się wzbogacić. Ma nadwagę i łatwo można wyprowadzić go z równowagi. Często stosuje zniewagi i groźby użycia przemocy fizycznej.
- Alice Kramden (Audrey Meadows) – jest od czternastu lat żoną Ralpha, cierpliwą i z ciętą ripostą. Często musi znosić ataki męża lecz zazwyczaj odpłaca mu się.
- Edward "Ed" Norton (Art Carney) – jest pracownikiem nowojorskiej kanalizacji i najlepszym przyjacielem Ralpha. Z natury jest dużo lepszy od Ralpha, niemniej jednak znieważa go na podobnych zasadach. Ed jest zazwyczaj nazywany przez Ralpha Nortonem. Często jest wmieszany w intrygi i plany Ralpha. Obaj są członkami fikcyjnego klubu Raccoon Lodge.
- Thelma "Trixie" Norton (Joyce Randolph) – jest dbającą żoną Eda i najlepszą przyjaciółką Alice.

Sukces po emisji serialu poza USA doprowadził do produkcji seriali licencyjnych. W 1994 holenderska telewizja KRO wyprodukowała serial na bazie oryginalnych odcinków (pt. Toen Was Geluk Heel Gewoon), który stał się ogromnym hitem. Po wyczerpaniu się oryginalnych odcinków stworzyła na ich bazie nowe. Był on emitowany w latach 1994-2009. W 1998 r. telewizja Polsat użyła obu serii i po dostosowaniu ich do polskich, współczesnych warunków stworzyła serial Miodowe lata. Poza tym lokalne wersje powstały także w Szwecji pt. Rema Rama Rolf (1994-98) oraz w Indonezji i Kanadzie.